# Єлизавета Кеттлер
Єлизаве́та фон Ке́ттлер (нім. Elisabeth von Kettler; ? — 19 листопада 1601) — курляндська принцеса, герцогиня цешинська (1595—1601). Представниця німецької герцогської династії Кеттлерів. Лютеранка. 
Народилася в Мітаві, Семигалія. Донька Готтгарда фон Кеттлера, герцога Курляндії і Семигалії, й Анни Мекленбург-Гюстровської. Сестра курляндських герцогів Фрідріха й Вільгельма фон Кеттлерів, та герцогині Анни фон Кеттлер. Дружина цешинського герцога Адама-Вацлава з династії П'ястів.  Справила весілля 15 вересня 1595 року в сілезькім Цешині. Народила 5 дітей. Померла в Цешині.

## Сім'я
- Батько: Готтгард Кеттлер (1517—1587) — перший герцог Курляндії і Семигалії.
- Матір: Анна Мекленбург-Гюстровська (1533—1602)
- Брати:

Фрідріх Кеттлер (1569—1642) — герцог Курляндії і Семигалі. ∞ 1600: Єлизавета-Магдалина Померанська (1580—1649).
Вільгельм Кеттлер (1574—1640) — герцог Курляндії. ∞ 1609: Софія Прусська (1582—1610).
- Сестра: Анна Кеттлер (1567—1601) ∞ 1586: Ольбрахт Радзивілл (1558—1592), литовський князь.
- Чоловік (∞ 1595): Адам-Вацлав (1574—1617) — цешинський герцог.
- Діти:

- Сини:

Адам-Готтгард (1596—1597)
Християн-Адам (1600—1601)
Фрідріх-Вільгельм (1601—1625) — цешинский герцог.
- Доньки:

Анна-Сідонія (1598—1619) ∞ 1616:  Яків-Ганнібал ІІ, граф гогенмсський.
Єлизавета-Лукреція (1599—1653) ∞ 1618: Гундакар, князь ліхтенштейнський.